# Pardosa amentata
Pardosa amentata là một loài nhện trong họ Lycosidae.